# Yenew Alamirew

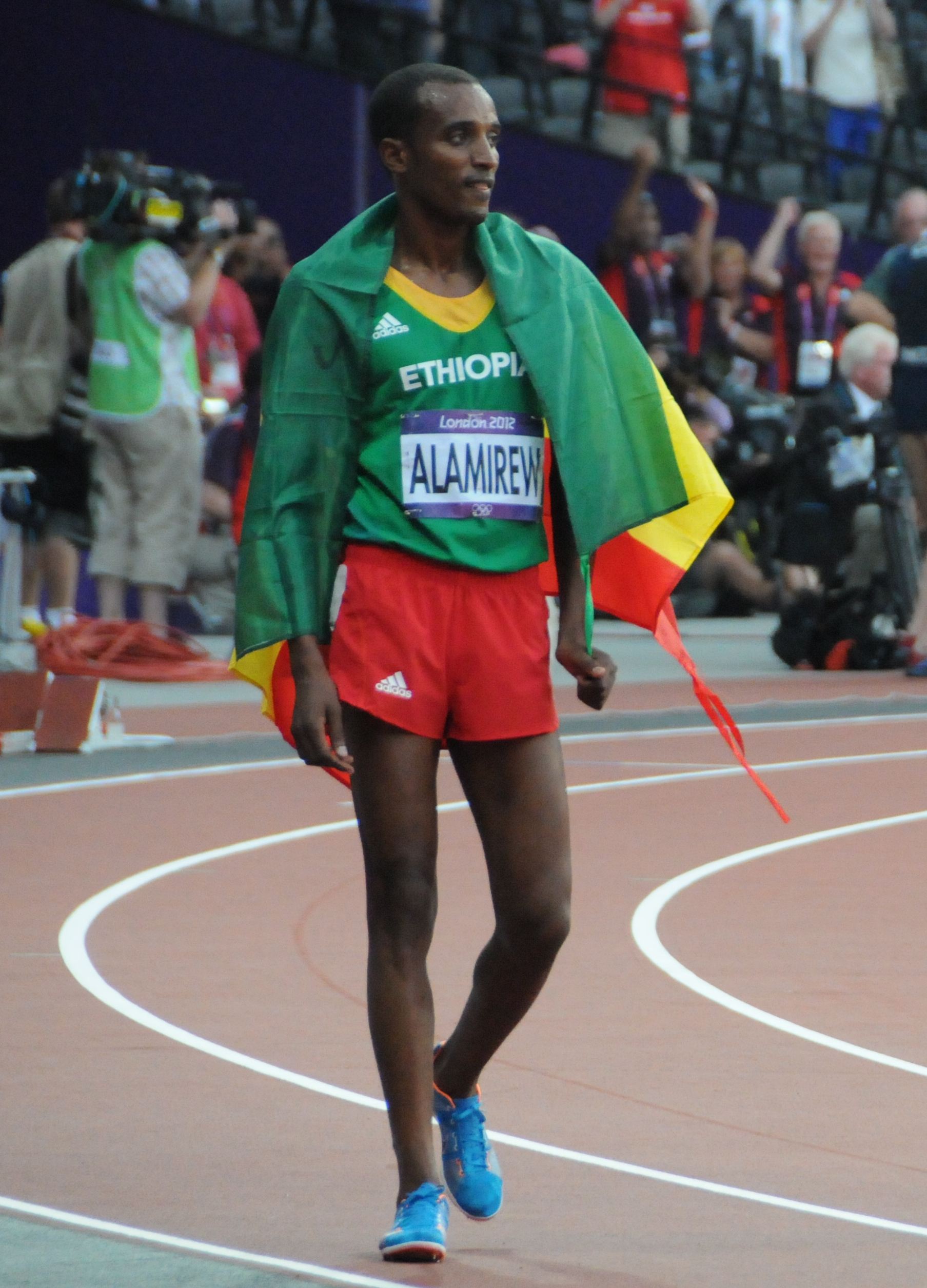
Yenew Alamirew bei den Olympischen Spielen 2012

Yenew Alamirew (* 27. Mai 1990) ist ein äthiopischer Langstreckenläufer.

## Werdegang
Erste internationale Erfolge erzielte Alamirew 2010. Zunächst gewann er im Juni den 5000-Meter-Lauf bei einem kleineren Leichtathletik-Meeting in Oordegem. Im September schlug er bei einem 3000-Meter-Lauf in Mailand den Mittelstreckenläufer Silas Kiplagat überraschend deutlich. Mit seiner Siegerzeit von 7:28,82 Minuten belegte er hinter seinem Landsmann Tariku Bekele den zweiten Platz in der Weltjahresbestenliste. Im Oktober gewann Alamirew die 4 Mijl van Groningen und wurde im Monat darauf mit einer Sekunde Rückstand auf Azmeraw Bekele Zweiter beim Great Ethiopian Run in Addis Abeba.
Anfang 2011 sorgte Alamirew für Aufsehen, als er beim Sparkassen-Cup in Stuttgart in seinem ersten Hallenrennen überhaupt die 3000 Meter in 7:27,80 Minuten lief und dabei hochklassige Gegner wie Augustine Kiprono Choge und Eliud Kipchoge schlug. Es war die viertschnellste in der Halle gelaufene 3000-Meter-Zeit. Nur Daniel Komen und zweimal Haile Gebrselassie waren jemals schneller. In seinem ersten Freiluftrennen der Saison siegte Alamirew über dieselbe Distanz im Mai beim Qatar Athletic Super Grand Prix in Doha mit einer Zeit von 7:27,26 Minuten. Drei Wochen später wurde er bei den FBK-Games in Hengelo im 5000-Meter-Lauf Vierter und steigerte seine persönliche Bestleistung auf 13:02,71 Minuten.
Bei den Olympischen Spielen in London 2012 wurde er Zwölfter über 5000 Meter.

## Bestleistungen
- 3000 m: 7:27,26 min, 6. Mai 2011, Doha
  - Halle: 7:27,80 min, 5. Februar 2011, Stuttgart
- 5000 m: 12:48,77 min, 6. Juli 2012, Saint-Denis